# Diocesi di Escuintla
La diocesi di Escuintla (in latino Dioecesis Escuintlensis) è una sede della Chiesa cattolica in Guatemala suffraganea dell'arcidiocesi di Santiago di Guatemala. Nel 2023 contava 1.297.515 battezzati su 1.684.130 abitanti. La sede è vacante.

## Territorio
La diocesi comprende il dipartimento di Escuintla, in Guatemala.
Sede vescovile è la città di Escuintla, dove si trova la cattedrale dell'Immacolata Concezione.
Il territorio è suddiviso in 18 parrocchie.

## Storia
La prelatura territoriale di Escuintla fu eretta il 9 maggio 1969 con la bolla De animorum bono di papa Paolo VI, ricavandone il territorio dall'arcidiocesi di Santiago di Guatemala.
Il 28 luglio 1994 la prelatura territoriale è stata elevata a diocesi con la bolla Cum praelatura territorialis di papa Giovanni Paolo II.

## Cronotassi dei vescovi
Si omettono i periodi di sede vacante non superiori ai 2 anni o non storicamente accertati.
- José Julio Aguilar García † (9 maggio 1969 - 2 novembre 1972 nominato vescovo di Santa Cruz del Quiché)
- Mario Enrique Ríos Mont, C.M. (13 luglio 1974 - 3 marzo 1984 dimesso)
  - Sede vacante (1984-1986)[1]
- Fernando Claudio Gamalero González † (13 marzo 1986 - 3 aprile 2004 deceduto)
- Víctor Hugo Palma Paúl (3 aprile 2004 succeduto - 10 dicembre 2024 nominato arcivescovo di Los Altos, Quetzaltenango-Totonicapán)

## Statistiche
La diocesi nel 2023 su una popolazione di 1.684.130 persone contava 1.297.515 battezzati, corrispondenti al 77,0% del totale.
| anno | popolazione | popolazione | popolazione | presbiteri | presbiteri | presbiteri | presbiteri                | diaconi | religiosi | religiosi | parrocchie |
| anno | battezzati  | totale      | %           | numero     | secolari   | regolari   | battezzati per presbitero | diaconi | uomini    | donne     | parrocchie |
| ---- | ----------- | ----------- | ----------- | ---------- | ---------- | ---------- | ------------------------- | ------- | --------- | --------- | ---------- |
| 1970 | 200.000     | 270.059     | 74,1        | 17         |            | 17         | 11.764                    |         | 17        | 20        | 9          |
| 1976 | 215.000     | 310.000     | 69,4        | 16         | 1          | 15         | 13.437                    |         | 15        | 16        | 9          |
| 1980 | 231.000     | 335.000     | 69,0        | 16         | 2          | 14         | 14.437                    |         | 14        | 18        | 9          |
| 1990 | 550.000     | 685.000     | 80,3        | 3          |            | 3          | 183.333                   |         | 3         | 16        | 14         |
| 1999 | 700.000     | 1.000.000   | 70,0        | 12         | 11         | 1          | 58.333                    |         | 1         | 44        | 15         |
| 2000 | 700.000     | 1.000.000   | 70,0        | 17         | 16         | 1          | 41.176                    |         | 1         | 47        | 15         |
| 2001 | 700.000     | 1.000.000   | 70,0        | 3          | 3          |            | 233.333                   |         |           | 45        | 15         |
| 2002 | 700.000     | 1.000.000   | 70,0        | 6          | 5          | 1          | 116.666                   |         | 1         | 43        | 15         |
| 2003 | 700.000     | 1.000.000   | 70,0        | 17         | 16         | 1          | 41.176                    |         | 1         | 42        | 15         |
| 2004 | 700.000     | 1.000.000   | 70,0        | 18         | 17         | 1          | 38.888                    |         | 1         | 42        | 15         |
| 2006 | 735.000     | 1.051.000   | 69,9        | 21         | 19         | 2          | 35.000                    |         | 2         | 49        | 10         |
| 2010 | 887.000     | 1.149.000   | 77,2        | 23         | 22         | 1          | 38.565                    |         | 1         | 46        | 17         |
| 2013 | 954.000     | 1.237.000   | 77,1        | 22         | 21         | 1          | 43.363                    |         | 1         | 46        | 17         |
| 2016 | 1.024.000   | 1.329.000   | 77,1        | 28         | 28         |            | 36.571                    |         |           | 37        | 18         |
| 2019 | 1.098.550   | 1.425.700   | 77,1        | 30         | 30         |            | 36.618                    |         |           | 39        | 18         |
| 2021 | 1.261.940   | 1.637.952   | 77,0        | 38         | 29         | 9          | 33.208                    |         | 9         | 34        | 18         |
| 2023 | 1.297.515   | 1.684.130   | 77,0        | 36         | 27         | 9          | 36.042                    |         | 9         | 35        | 19         |